# 阿部達二
阿部 達二（あべ たつじ、1937年5月7日）は、日本の編集者・著作家。本名は達児。

## 来歴
青森県青森市生まれ。1961年、早稲田大学政治経済学部を卒業。同年、文藝春秋に入社し、編集者として勤務。『文學界』編集長、文春文庫編集長、出版局長、編集局長を歴任した。
1999年、文藝春秋を退職。以後、「阿部達二」名義で著述家として活動。江戸川柳や古典芸能に関する造詣が深く、古典文芸に関する作品を多く執筆している。
編集者時代の主な担当作家に藤沢周平がいる。藤沢とはデビュー以来30年以上の交友を持った。後年藤沢やその作品に関する講演を行い、また著作を発表している。

## 著書
- 『江戸川柳で読む平家物語』（文春新書、2000年）
- 『江戸川柳で読む百人一首』（角川選書、2001年）
- 『江戸川柳で読む忠臣蔵』（文春新書、2002年）
- 『藤沢周平残日録』（文春新書、2004年）
- 『歳時記くずし』（文藝春秋、2008年）